# The Bridge of Time
Pour plus de détails, voir Fiche technique et Distribution.
The Bridge of Time est un film muet américain réalisé par Frank Beal et sorti en 1915.

## Fiche technique
- Titre : The Bridge of Time
- Réalisation : Frank Beal
- Scénario : Roy L. McCardell, d'après son histoire
- Producteur :  William Selig
- Société de production : Selig Polyscope Company
- Société de distribution : General Film Company
- Pays d'origine :  États-Unis
- Langue : Anglais
- Format : Noir et blanc — 35 mm — 1,33:1 — Muet
- Genre : Film dramatique
- Durée : 30 minutes
- Dates de sortie : 
  -  États-Unis : 7 octobre 1915

## Distribution
- Harry Mestayer
- Guy Oliver
- Virginia Kirtley
- Bertram Grassby
- Will E. Sheerer
- Eugenie Besserer